# Blaue Horde
Der Begriff Blaue Horde (tatarisch: Qüq Urda, mongolisch: Qöq Orda) bezeichnet ein mongolisches Khanat an der Wolga. Dieses unterstand der direkten Nachkommenschaft Batu Khans († 1255) und seiner Brüder.
Allerdings war die Farbbezeichnung im Laufe der Geschichtsschreibung nicht eindeutig, so dass mitunter auch das verwandte sibirische Khanat als Blaue Horde bezeichnet wird. In den westlichen Quellen dominiert jedoch die obige Zuordnung.

## Geschichte
Die Blaue Horde wurde im Laufe des 13. Jahrhunderts gegründet, als sich Mongolen und Teile der mit ihnen verbündeten Turkvölker am Lauf der Wolga niederließen. Sie wurde aufgrund der direkten Herrschaft über die russischen Fürstentümer der wichtigste Bestandteil der späteren Goldenen Horde.
Der Stammvater der Dynastie war Dschötschi, der älteste Sohn Dschingis Khans († 1227). Dschötschi war seit zirka 1207 „Khan über die Waldvölker und der Westlande“ und sein Machtbereich umfasste im Laufe der mongolischen Eroberungen (zum Beispiel 1223 Schlacht an der Kalka) Westsibirien und die Gebiete des Kaspischen Meeres. Sein zweitältester Sohn Batu wurde (durch den Verzicht Ordas) sein Nachfolger und führte 1236–40 Kriegszüge in die Gebiete der Kiewer Rus. Danach ließ er sich an der Wolga nieder und bildete dort seine eigene Horde, die Blaue Horde aus, während die östliche Hälfte unter der Herrschaft seines älteren Bruders Orda blieb.
Unter Batus Nachfolgern wurde diese sog. Blaue Horde an der Wolga zielstrebig zur vorherrschenden Macht aufgebaut. Seitdem unterscheidet sich ihre Geschichte von der der Weißen Horde Ordas und Scheibanis in Sibirien. So hatten die Fürsten der Blauen Horde bis etwa 1357/59 die Oberherrschaft über alle Teilgebiete des „Ulus Dschötschi“.
Erstes wirtschaftliches Zentrum des Reiches war Bolgar an der Wolga. Dieses lag am Kamazufluss – unterhalb des heutigen Kasan – und war zuvor die Hauptstadt des wolgabulgarischen Reiches gewesen. In den 1240er Jahren ließ sich Batu am Unterlauf der Wolga nieder und gründete dort die Stadt Sarai, die danach lange Zeit Hauptstadt der Blauen Horde war. Ab 1342 wurde das von Berke gegründete Neu- bzw. Berke-Sarai zur Hauptstadt der Blauen Horde. Beide Städte lagen an Knotenpunkten bedeutender Verkehrswege. So begann in den 70er und 80er Jahren des 13. Jahrhunderts auch am Unterlauf der Wolga eine umfangreiche Münzprägung, die jene vom Mittellauf der Wolga (Bolgar und andere) verdrängte und mit der aus der Schwarzmeerregion (Krim) konkurrierte.
Die Herrscher waren noch eine Zeitlang bemüht, die alten nomadischen Traditionen aufrechtzuerhalten. So residierten sie nur im Winter in ihren Palästen, während sie in den Sommermonaten in den weitläufigen russischen Steppen in Jurten lebten.
Bald nach dem Tode Batus (1255) setzte sich sein jüngerer Bruder Berke († 1267) als Herrscher durch. Berke wurde der erste islamische Khan der Blauen Horde, löste sich vom Großkhan und ging um 1261 ein politisch-ökonomisches Bündnis mit dem Mamlukenreich in Ägypten ein, das bis weit ins 14. Jahrhundert fortbestand. Auch Batu Khans Enkel Möngke Timur und Tuda Möngke nahmen in den 1270ern den Islam an, der sich jedoch erst im 14. Jahrhundert unter Usbek Khan endgültig im Land durchsetzen konnte.
Nach Dschani Begs Tod 1357 kam es zu Thronstreitigkeiten, das heißt, die Khane wechselten alle ein bis zwei Jahre und Batus Nachkommen starben um 1360 nach diversen Mordanschlägen aus. Emire wie Mamai machten sich selbständig, und auch die sibirische Horde versuchte, ihre Kandidaten an der Wolga zu etablieren. Analog dazu lösten sich andere Reichsteile, vor allem Russland unter Dmitri Donskoi (1380 Schlacht auf dem Kulikowo Pole), ab. Erst 1380 wurde die Blaue Horde – jetzt unter der Herrschaft des Toqtamisch – mit den übrigen Tataren-Khanaten (wieder-)vereinigt. Dieses mongolische Gesamtgebiet nannten die Russen aufgrund des Reichtums „Goldene Horde“. Dieser Name sollte dann auch die einstigen Territorialbezeichnungen wie „Blaue Horde“, „Weiße Horde“, „Ulus Kiptschak“ oder „Ulus Dschötschi“ endgültig ablösen.

## Die Khane der Blauen Horde bis 1359
- Batu Khan (1236)–1255
- Sartaq 1255–1256
- (Ulaqchi 1256)
- Berke 1256–1267
- Möngke Timur 1267–1280
- Tuda Möngke 1280–1287
- Tulabugha (1287)–1291
- Tohtu 1291–1312
- Usbek 1312–1342
- Tini Beg 1342
- Dschani Beg 1342–1357
- Berdi Beg 1357–1359